# Grande Chible
La Grande Chible est un sommet du massif des Arves culminant à 2 931 m d'altitude, dans le département français de la Savoie.

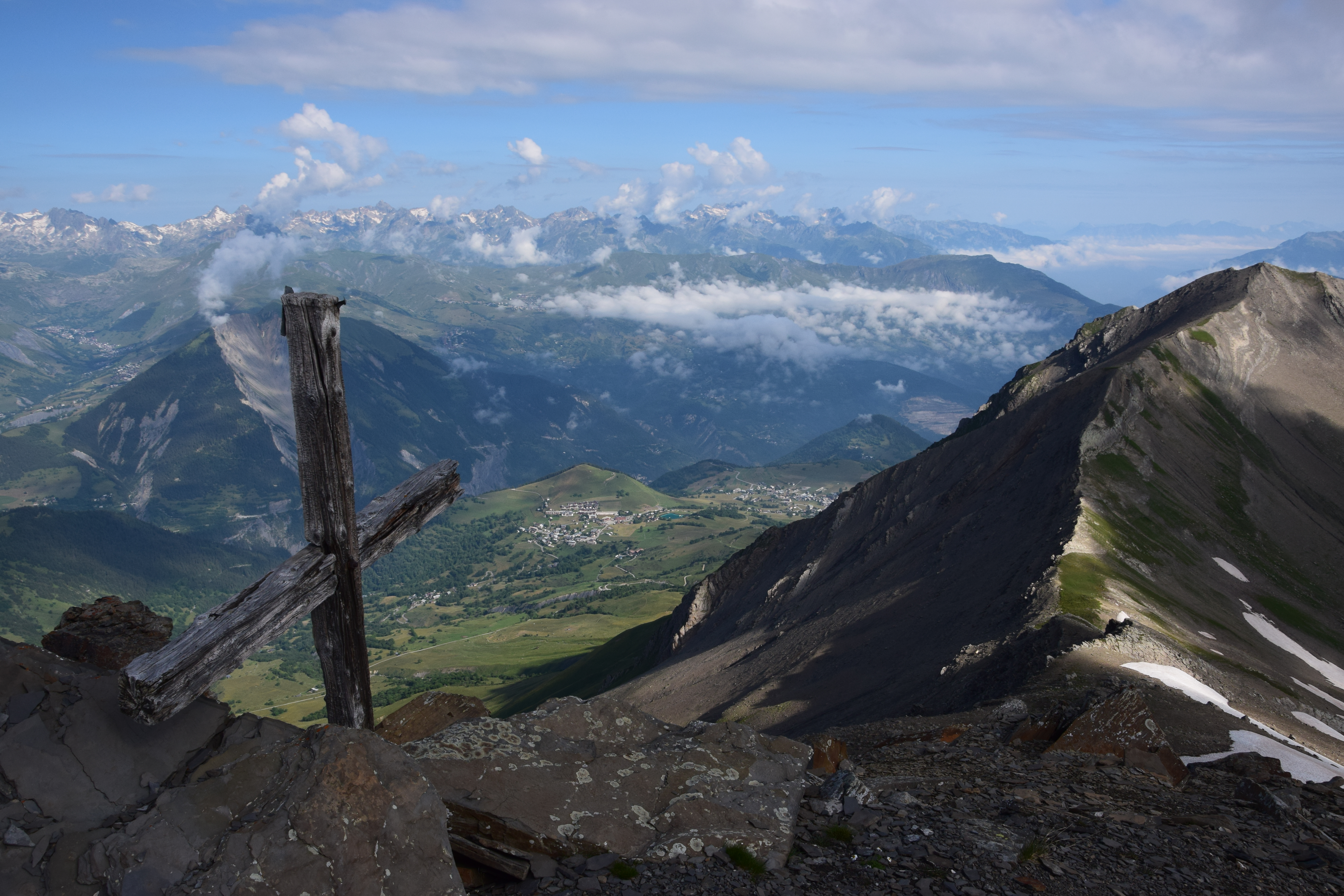
Vue sur le col d'Emy et au loin le hameau du Mollard depuis la Petite Chible.